# Bozambo
Pour plus de détails, voir Fiche technique et Distribution.
Bozambo (Sanders of the river) est un film britannique réalisé par Zoltan Korda sorti le 4 avril 1935 à Londres.

## Synopsis
Prologue tel qu'il est traduit dans la version sous-titrée:

« Les soldats et les marchands furent les pionniers qui fondèrent l'Empire britannique. Des fonctionnaires poursuivent leur œuvre de paix au nom de la couronne. L'Afrique :10 millions d'indigènes sous autorité britannique. Chaque tribu obéissant à un chef sous la protection d'une poignée d'hommes efficaces, modestes et courageux . Le commissaire Sanders fut l'un d'entre eux. »

Le film en est une illustration.
Pour aider à la compréhension Sanders est aussi appelé Sandi ou Lord Sandi
Au siège de l'administration d'un district du Nigéria géré par le commissaire R. C. Sanders, un assistant, Hamilton, ramène un « drôle d'oiseau » qui veut parler à Lord Sandi. Ce dernier est en possession d'un dossier qui indique que son visiteur a un passé compromettant et qu'il s'est autoproclamé chef de la tribu des Ochori ce qui n'est pas toléré par l'administration coloniale. Bosambo, c'est ainsi que son nom figure sur le générique, fait valoir que sous son règne sa tribu a obéi au roi des anglais et s'il est venu pour parler à Lord Sandi, c'est pour l'informer que les guerriers du Vieux Roi Mofolaba ont traversé le territoire Ochori et se dirigent vers le territoire français.
En administrateur chevronné Sanders comprend tout de suite le parti qu'il peut tirer de la situation. Il sait que l'homme qui est en face est un chrétien alphabétisé qui a prouvé sa compétence de chef, sur lequel il dispose de moyens de pression grâce à son dossier mais aussi parce que sa tribu a besoin de protection..
De son côté, Le chef ochori, se soumet à l'autorité de l'occupant car seule la puissance colonisatrice est assez forte pour lutter contre des incursions du Vieux Roi dont les guerriers capturent de jeunes femmes des tribus voisines pour en faire des esclaves qui sont vendues à ses hommes lorsque ceux-ci ont assez d'argent pour posséder plusieurs épouses ou pour les remplacer lorsqu'elles ne leur conviennent plus.
Les choses étant ce qu'elles sont ; Sanders s'empare de la médaille et du collier de roi de Bozambo et le lui plaçant autour du cou le fait passer du statut de chef autoproclamé à celui de chef vassal de l'Empire britannique.
Les évènements se précipitent.
Au siège de l'administration du district on apprend que les troupes du Vieux Roi se dirigent vers le territoire Ochori. Immédiatement, Sanders mobilise une troupe équipée de deux mitrailleuses et prévient, grâce à un maillage du territoire avec des relais de pigeons voyageurs, le nouveau chef des Ochoris qui sait lire les messages, de l'arrivée imminente de l' « ennemi ». De plus il lui demande de le retarder afin de lui laisser le temps d'arriver.
L'affrontement est inévitable et lorsque Bozambo leur interdit le passage, un guerrier tente de l'assassiner avec sa sagaie mais le chef ochori est plus rapide et l'agresseur est tué. Les esclaves sont délivrées et une attire particulièrement l'attention du chef ochori : Lilongo. La mort d'un de ses capitaines déclenche la colère du Vieux Roi qui promet de se servir de la peau du petit chef, Bozambo, pour équiper ses tambours.
Sanders arrive avec sa troupe, et organise une palabre et comme, en privé, il ne souhaite pas la guerre qui coûterait un million de livres à la couronne, il libère des prisonniers de la tribu du Vieux Roi en échange du sang du capitaine. Le représentant de l'Empire britannique termine en disant à son interlocuteur que s'il touche à un de ses sujets, fût-ce un pigeon, son règne s'arrêtera là. Il n'y a pas à répliquer : la palabre s'arrête là.
Suivent cinq années de paix et de prospérité dans toute la région au cours desquelles Bozambo à épouser Lilongo, et elle seule, embrassé la religion mahométane pour sa vie de couple et conservé la religion chrétienne pour ses relations avec la couronne britannique. Il a aussi eu un fils auquel il apprend le métier de chef et le maniement des armes ce que désavoue Lilongo ;
Sanders doit aussi se marier donc il prend un congé de douze lunes pendant lequel il sera remplacé par Ferguson ce qui permet, après son départ, à Farini et Smith, des trafiquants d'armes et de gin de faire courir le bruit que Sanders est mort. L'inexpérience du nouvel administrateur ne permet pas d'empêcher de graves désordres dans le pays et le père O. Leary dont l'église vient d'être incendiée par les guerriers du Vieux Roi vient demander du secours à Ferguson. Ce dernier n'écoutant que son courage se rend avec 10 hommes au camp de Mofolaba où il n'obtient pas d'autre résultat que d'être attaché au poteau de torture et exécuté.
Le gouverneur ayant été prévenu de l'initiative de Ferguson en informe Sanders qui arrête tous les préparatifs de son mariage et rentre au Nigéria en aéroplane (c'est ainsi qu'on appelait les petits avions à cette époque) pour empêcher le Vieux Roi d'entraîner les Isisi dans la rébellion. Il retrouve Bozambo qui demande à ses hommes d'annoncer à toute la région le retour de Sanders. Le tam-tam, transmet de proche en proche l'information qui parvient jusqu'au camp de Mofolaba. Cette nouvelle provoque la panique des deux trafiquants qui se trouvent encore dans le camp du Vieux Roi. La peur les trahissant, ils sont tués par des membres de la tribu tandis que le chef n'ayant pas renoncé à sa vengeance se demande comment il va faire pour faire tomber le chef ochori dans un piège. La réponse est trouvée par un de ses conseillers : il faut l'appâter.
Au milieu de la nuit, Lilongo est capturée puis emmenée au camp du Vieux Roi où elle est attachée au poteau de torture. Il ne reste plus à Bozambo qu'à venir la chercher. C'est ce qu'il fait pendant que Sanders informé de la démarche du chef ochori remonte le fleuve à toute vapeur sur le « Zaïre »pour lui porter secours. Alors que l'époux de Lilongo est capturé à son tour, attaché au poteau de torture et va subir le sort de Ferguson, le Zaïre arrive et sa mitrailleuse change complètement le déroulement de la cérémonie. Bozambo délivré esquive la lance de Mofolaba qui ne peut éviter celle du chef ochori qui met fin à ses jours.
Le dénouement se devine facilement et la toute fin montre le Zaîre escorté de pirogues avec des trentaines, des cinquantaines ? de rameurs accompagnés par la belle voix de Paul Robeson qui chante tandis que Sanders va pouvoir enfin prendre son congé en laissant le territoire dont il a la charge sous le contrôle de Bozambo, le nouveau roi des peuples du fleuve.

## Fiche technique
- Titre original : Sanders of the river
- Titre français : Bozambo
- Réalisation : Zoltan Korda
- Assistants de réalisation : Alfred Hitchcock pour les premières séquences et Stanley Irving
- Casting : Dorothy Holloway
- Rédacteur superviseur : William Hornbeck
- Scénario : Lajos Biró et Jeffrey Dell d'après la nouvelle Sanders of the river d'Edgar Wallace
- Musique : Mischa Spoliansky
- Chef d'orchestre : Muir Mathieson à la tête de l'Orchestre symphonique de Londres
- Parolier des chansons : Arthur Wimperis
- Décors : W. Percy Day peintre de caches
- Photographie : Osmond Borradaile, Louis Page, Georges Périnal et Bernard Browne à la caméra
- Son : D. Field, L. Fisher, J. Paddon et Alfred Wilfred Watkins (de)
- Montage : Charles Crichton
- Production : Alexander Korda
- Conseiller : Bernard Henry Bourdillon
- Conseillers techniques : Cecil Grosse, C.O. "Squash" Lemon et Major C. Wallace
- Société de production : London Film Productions
- Directeur de production : C. E. T. Grossmith
- Société de distribution : United Artists
- Pays de production :  Royaume-Uni
- Langue originale : anglais
- Format : noir et blanc – 35 mm - 1.37 :1 – son mono
- Genre : aventures
- Durée : 120 minutes environ
- Dates de sortie :
  - Royaume-Uni : 4 avril 1935
  - France : 25 septembre 1935

## Distribution
- Robert Adams (en) : rôle mineur

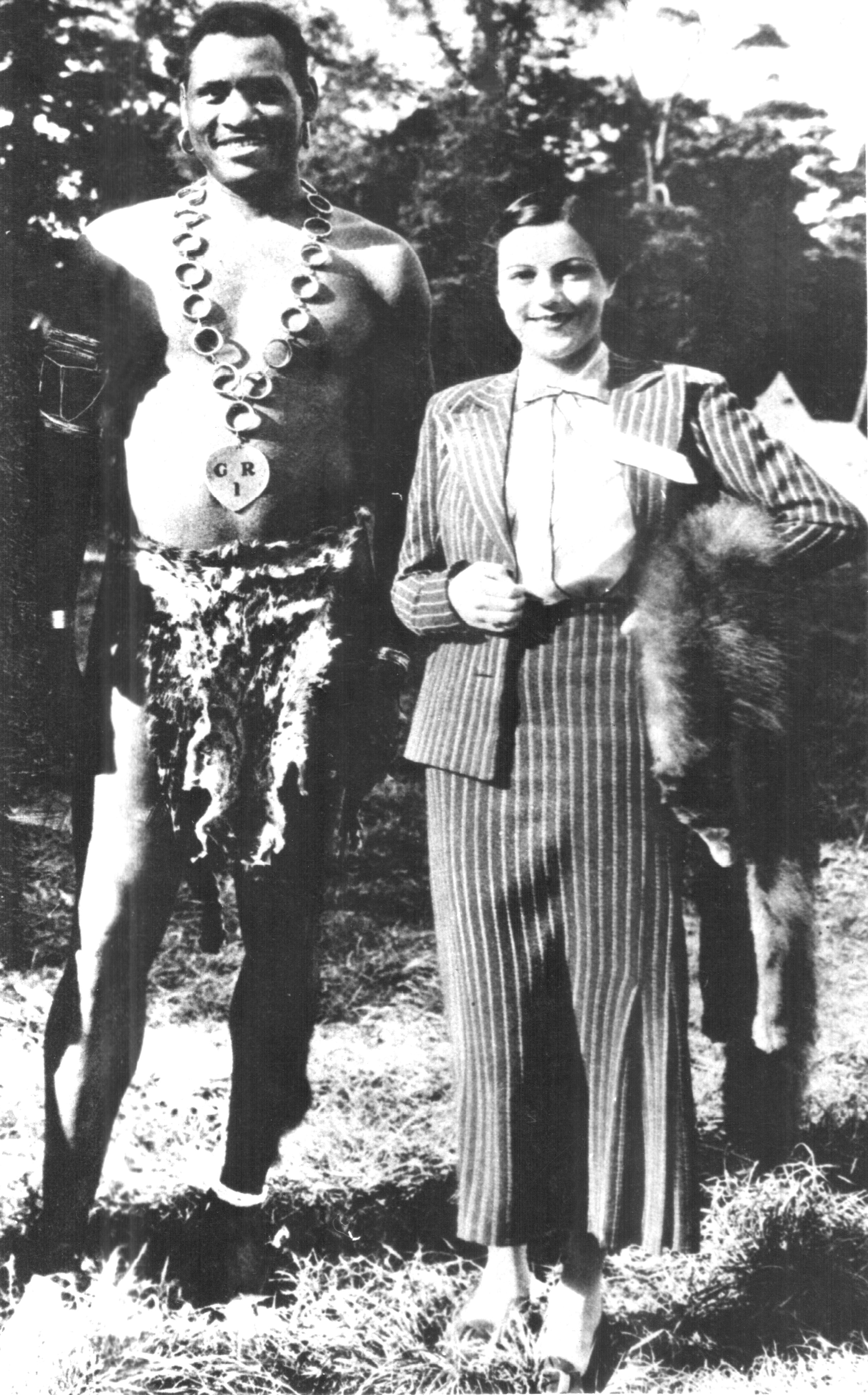
Paul Robeson et lors du tournage de Bozambo à Londres en 1934

- Leslie Banks : Le commissaire R. G. Sanders
- Charles Carson : Sir John, gouverneur du territoire
- Robert Cochran (en) : le lieutenant Tibbets
- Joe Cozier : le rôle d'un enfant car il avait environ 5 ans au moment du tournage
- Bertrand Frazer : Makara, celui qui enlève Lilongo
- Beresford Gale : Topolaka, celui qui emmène le fils de Bozambo sur le « Zaîre »
- Richard Gray : le capitaine Hamilton
- Allan Jeayes : Le père O'Leary
- Jomo Kenyatta : chef d'une tribu
- Kilongalonga : chef Enya
- Luao : chef Enya
- Nina Mae McKinney : Lilongo
- Orlando Martins (en) : dans le rôle de K'Lova
- Eric Maturin (en) : Smith
- Anthony Papafio : le fils de Bozambo
- Marqués De Portago : Farini
- Paul Robeson : Bozambo
- James Solomon : Kalouba
- John Thomas : Le serviteur de Sanders qui s'occupe aussi des pigeons voyageurs
- Martin Walker (en) : J.Ferguson
- Tony Wane : le roi Mofolaba
- Deara Williams : la fille de Bozambo et de Lilongo

Des chefs ainsi que des membres des tribus Acholi, Krou, Mendé, Sesi, Tefik, Yoruba ont participé « massivement » au tournage du film.

## Distinctions

### Récompense
- Mostra de Venise 1935 : Mischa Spoliansky obtient le prix de la meilleure musique.

### Nomination
- Mostra de Venise 1935 : Meilleur film

## En bref
Consultables sur internet, beaucoup de renseignements sur ce film se trouvent dans les pages 43 à 52 du livre Paul Robeson, Film Pioneer écrit par Scott Allen Nollen (en)
Deux autres sites traduisibles en français, qui se complètent, renseignent sur les aspects idéologiques du film et sur sa place dans les filmographies de la famille Korda.